# Djursholms kapell
Djursholms kapell är ett kapell vid Danavägen i Djursholm, Danderyds kommun. Det drivs av en fristående stiftelse i nära samarbete med Danderyds församling. Kapellet ritades av arkitekt Fredrik Lilljekvist och invigdes den 18 december 1898. Djursholms kapell är ett byggnadsminne sedan 1972.

## Historik
Kapellet byggdes när villasamhället Djursholm hade börjat växa upp och invånarna såg behovet av en gudstjänstlokal som var mer centralt belägen än den gamla medeltida sockenkyrkan Danderyds kyrka. Under några år förrättades gudstjänst i slottssalen på Djursholms slott. Det var en lokal som även bland annat användes som den nystartade samskolans lektions- och gymnastiksal. Ribbstolarna fick döljas på söndagarna bakom mörkblå skynken.
En insamling startades år 1897, och redan samma år fattades beslut om att kapellet skulle byggas. Det var helt finansierat genom donationer. En grundplåt på 4 000 kronor skänktes av engelska kväkare. Pengarna förmedlades genom Louise Woods-Beckman, som var maka till en av samhällets grundare, Ernst Beckman. I förutsättningarna för donationen nämns bland annat att "kyrkan skall för all framtid vara en fri och oberoende kyrka, över vilken styrelsen själv bestämmer".  Även Henrik Palme, som tagit initiativ till att skapa samhället, hans maka Anna, samt ingenjör Jean Bolinder bidrog med stora donationer. Tomten där kapellet uppfördes var en gåva från Djursholms AB, som byggde upp samhället.
Kapellet ritades av Fredrik Lilljekvist. Byggmästare var Viktor Andersson, som i sitt anbud beräknade att kyrkobyggnaden skulle kosta 21 200 kronor och att väg, trappa, terrassering med mera skulle kosta 4 900 kronor. 
En drivande kraft i skapandet av ett eget gudstjänsthus i den nya villastaden var Natanael Beskow, som var bosatt i Djursholm och gift med den kända barnboksförfattaren och konstnären Elsa Beskow. Natanael Beskow hade teologisk utbildning men hade valt att inte bli prästvigd. Han blev kapellets förste predikant, en anställning som han hade ända till utgången av 1931. Han gav konfirmationsundervisning och utförde dessutom dekorationsmålningar i koret. Alice Tegnér var vid denna tid kapellets kantor.

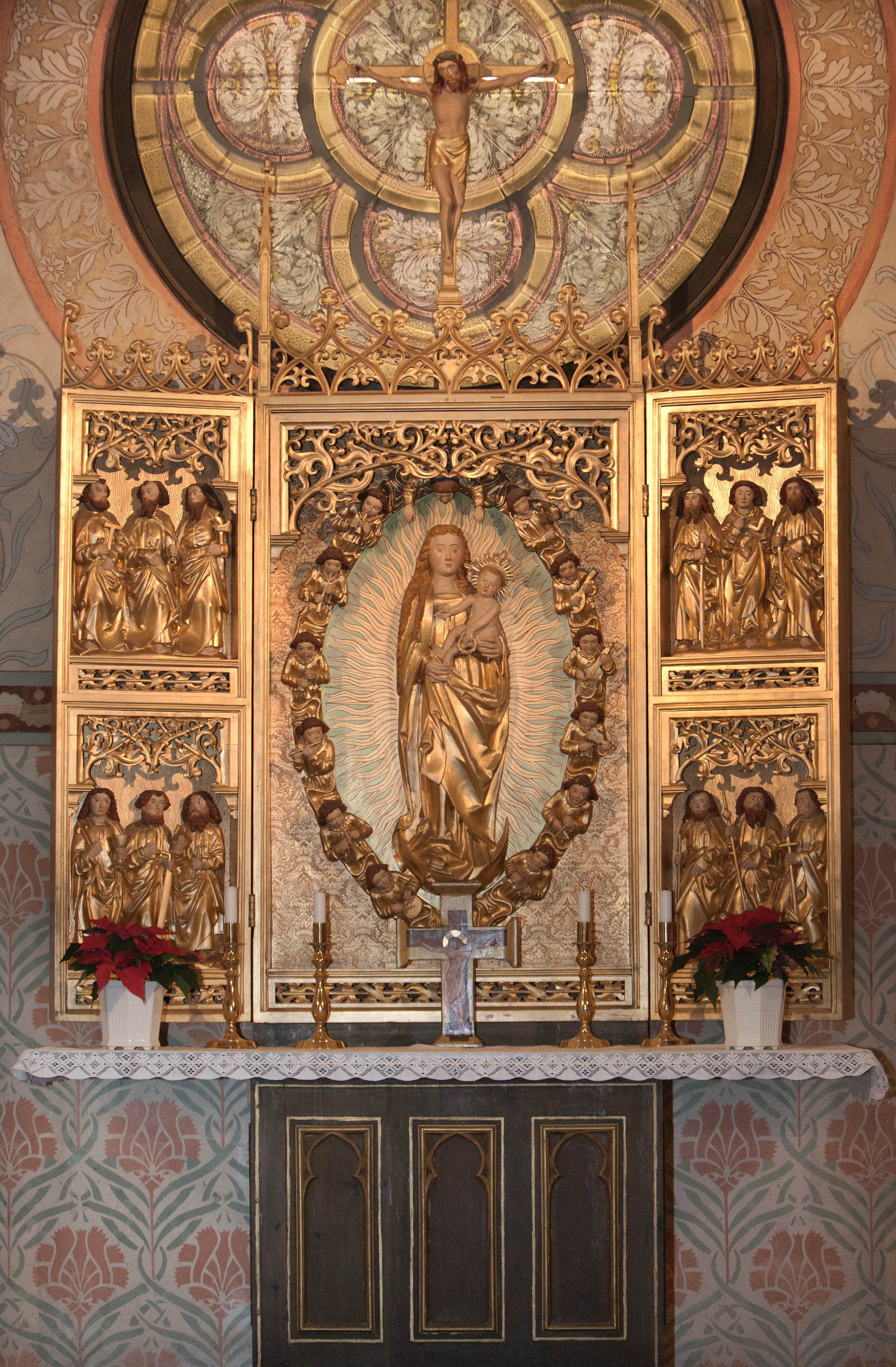
Altaret, december 2011

Kapellet togs i bruk den fjärde söndagen i advent, den 18 december 1898. Oenighet, bland annat om kapellets relation till Svenska kyrkan, ledde till att det dröjde till annandag pingst 1902 innan kapellet kunde invigas kyrkligt. Det skedde efter ett beslut av Kungl Maj:t, den 25 april 1902. Där stadgades vissa villkor för kapellets verksamhet, till exempel vem som kan anställas som predikant, samt att dop och nattvardsgång bara får förrättas av präst i svenska kyrkan, och enligt dess ordning. Ärkebiskop Johan August Ekman förrättade invigningen tillsammans med bland andra kyrkoherden i Danderyd.
Djursholms kapell har en fristående stiftelse som huvudman, och verksamheten sker i nära samarbete med Danderyds församling. Dessutom finns en vänförening, som bildades 1982.

## Kyrkobyggnaden
Den utvändiga arkitekturen av delvis reveterat trä i villastil är med inslag av både nygotik och nationalromantik, medan inredningen nära knyter an till den vid tiden populära jugendstilen. Byggnaden är en basilika av trä med rakt avslutat kor som är orienterat mot söder. Det åttakantiga tornet är asymmetriskt placerat vid nordgavelns ena hörn. Dörren i nordost tillkom 1909.
På grund av byggnadens placering på toppen av en kulle finns det en ganska lång trappa som leder upp till entrédörren, och körvägen runt är både lång och brant. Detta leder till att tillgängligheten inte är så bra för den som har svårt att gå.
Vid restaureringen 1989 under ledning av Börje Blomé framtogs, putsades, målades och laserades kapellet både exteriört och interiört såvitt möjligt i de ursprungliga färgerna. Tidigare väggmålningar framtogs. Ett par väntrum inreddes innanför nordgaveln.
En ny genomgripande restaurering genomfördes år 2023.

## Inventarier
- Altarskåpet från cirka år 1500 är en donation av Louise Liljencrantz och har möjligen tillhört Årdala kyrka.
- Kyrkklockan av malm är en gåva av Jean Bolinder

### Orgel
Orgeln donerades av fru Maria Ekman, maka till Oscar Ekman som var en av de ursprungliga finansiärerna av Djursholms AB. Den är mekanisk och pneumatisk och byggdes år 1898 av Åkerman & Lund, Stockholm. Fasaden är ritad av kapellets arkitekt Fredrik Lilljekvist. År 1955 renoverades och omdisponerades orgeln av Olof Rydén, Stockholm.
| Huvudverk I   | Svällverk II        | Pedal      | Koppel   |
| Principal 8'  | Flüte harmonique 8' | Subbas 16´ | I/P      |
| Gedackt 8'    | Salicional 8'       |            | II/P     |
| Oktava 4'     | Ekoflöjt 4'         |            | II/I     |
| Kvinta 2 2/3' | Waldflöjt 2'        |            | I 4'/I   |
| Oktava 2'     | Crescendosvällare   |            | II 16'/I |

## Bilder

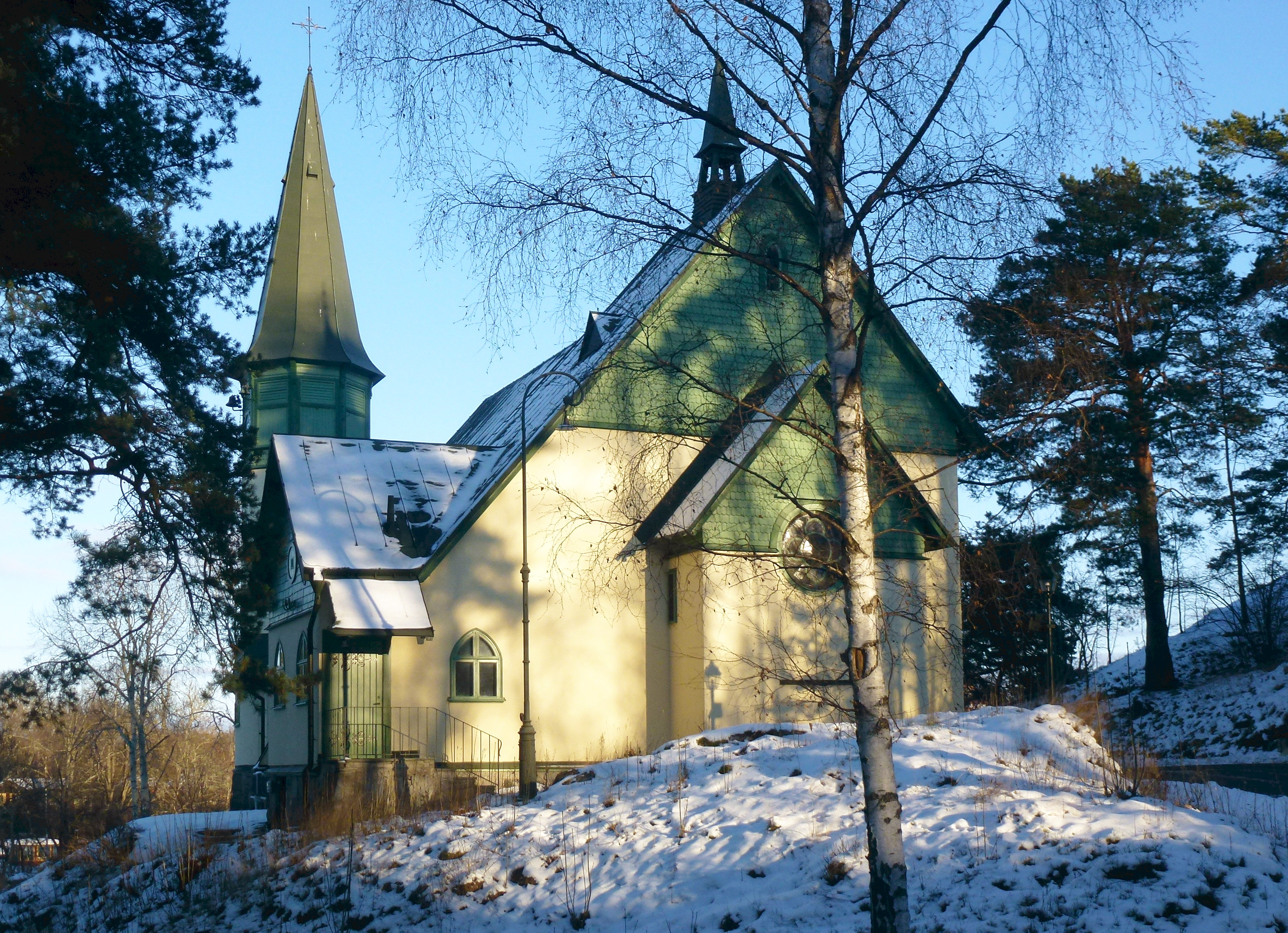
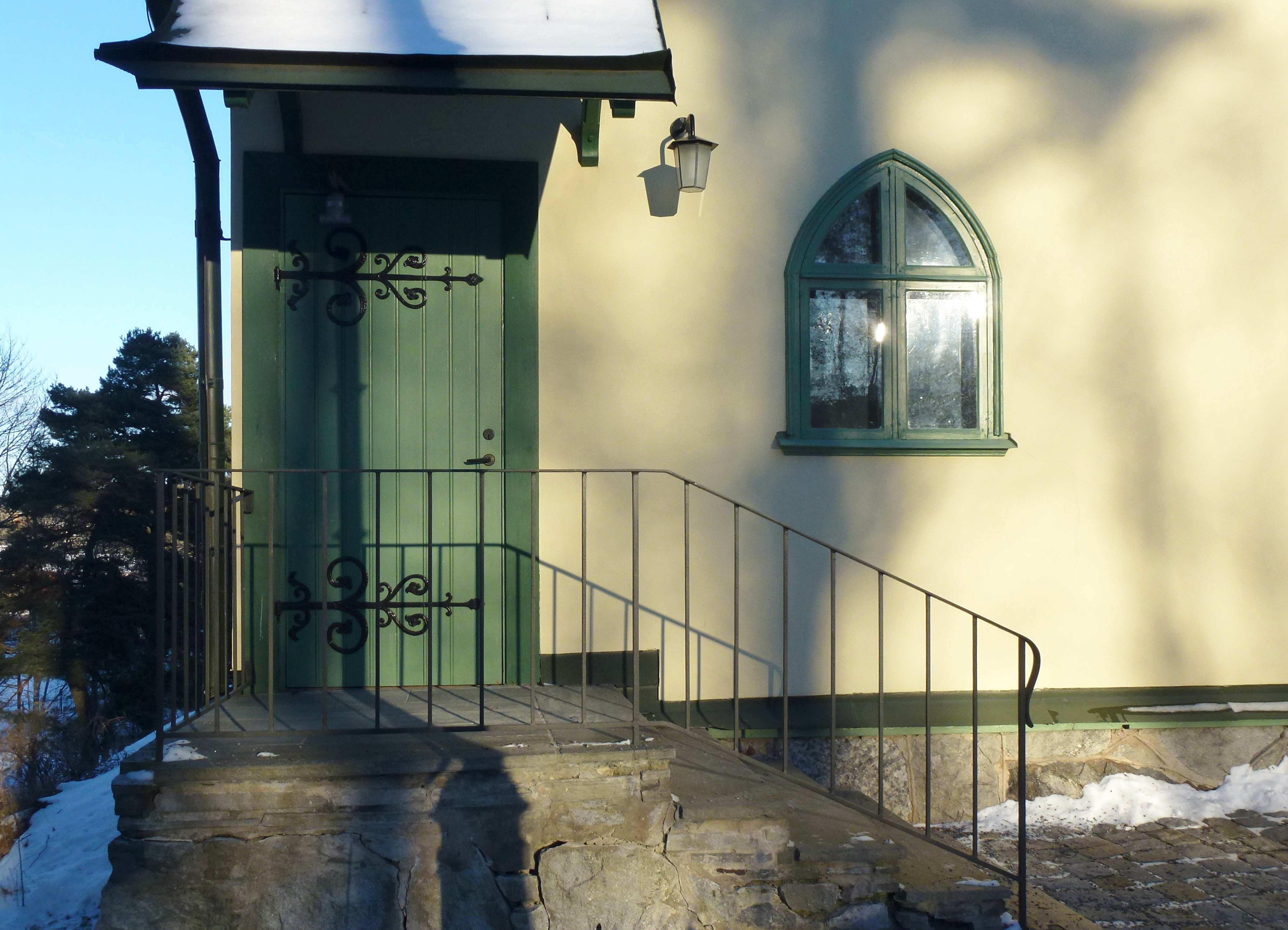
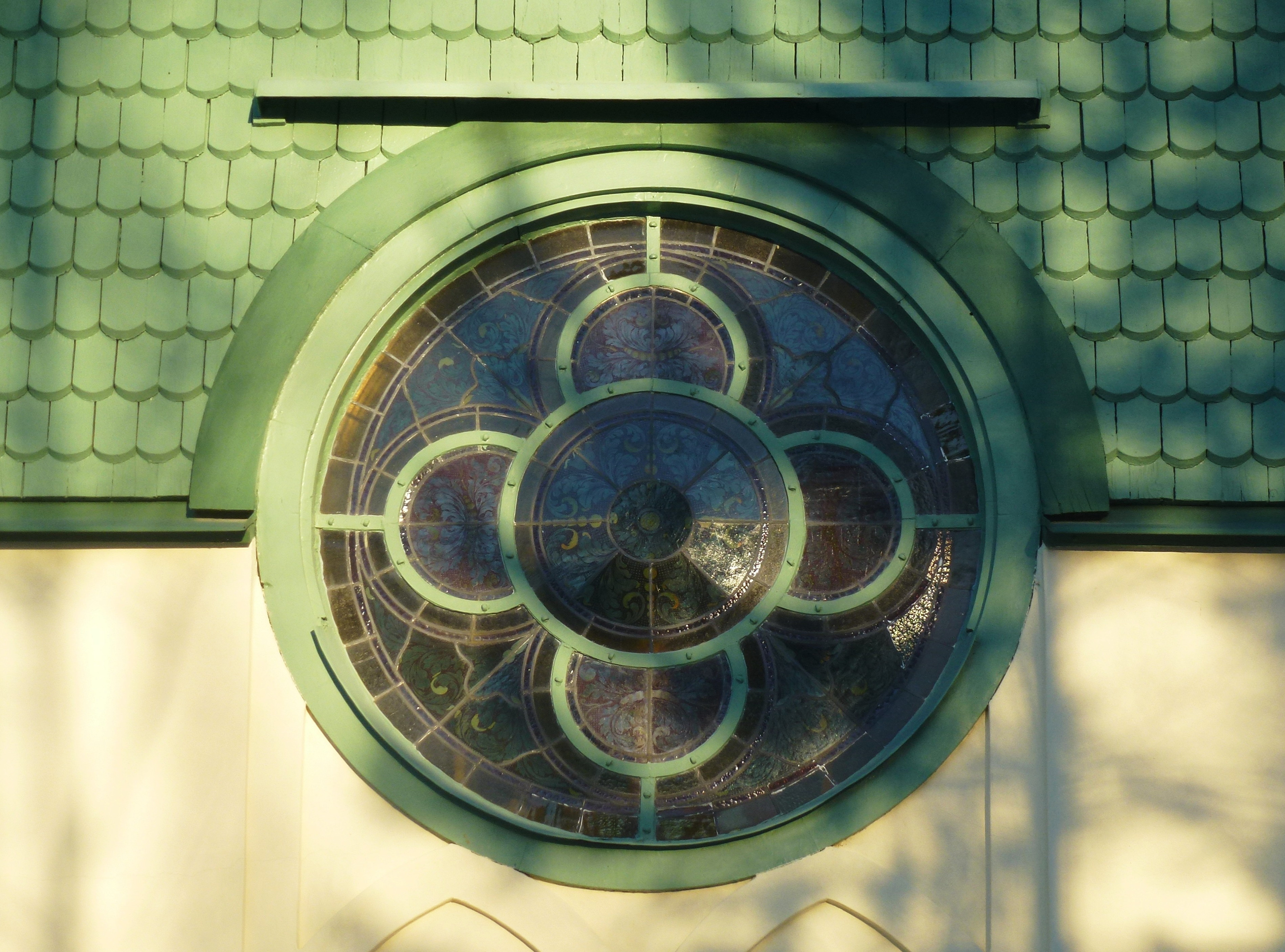
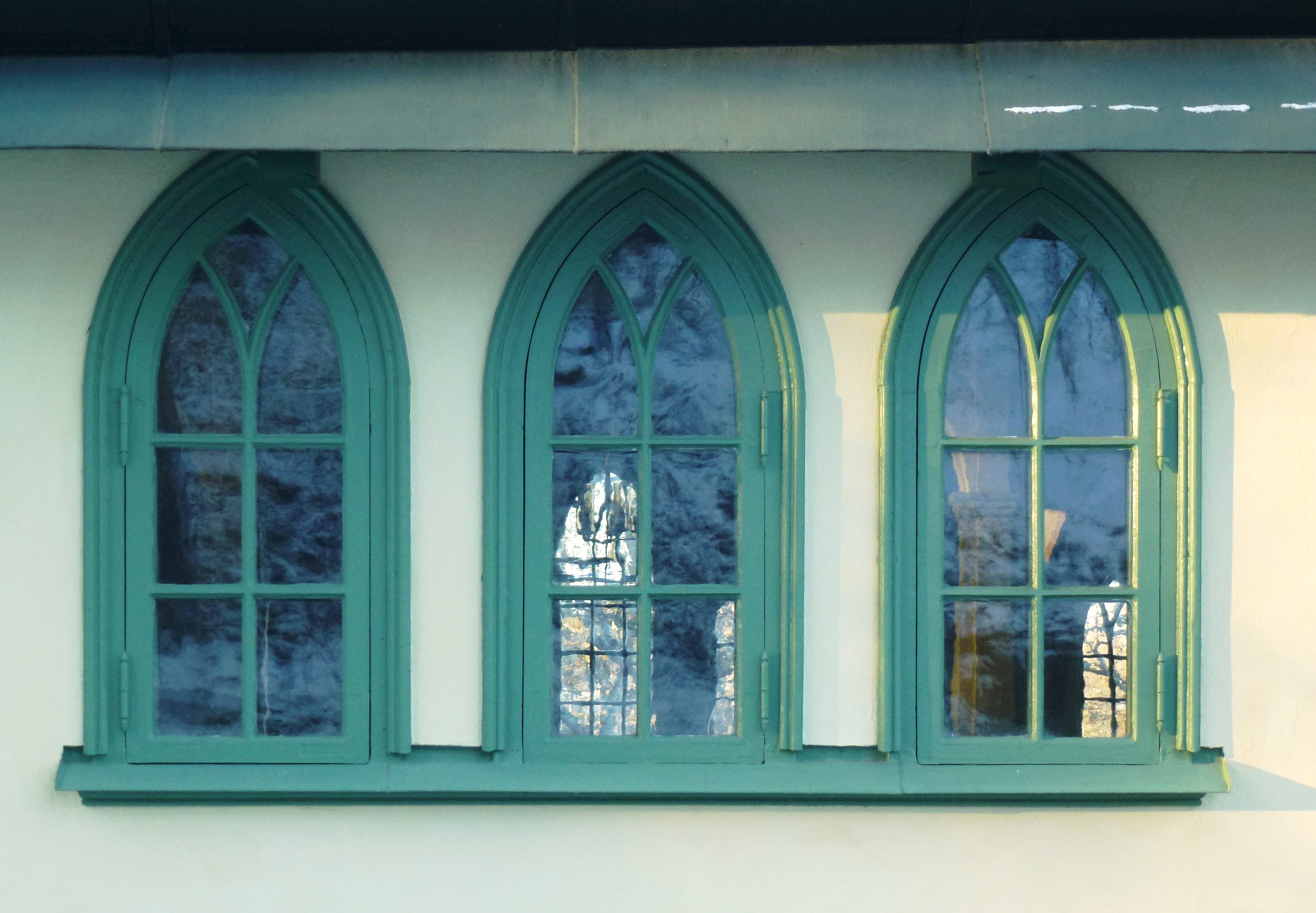